# Natività (Parmigianino)
La Natività  è un dipinto a olio su tavola (43,1x47,33 cm) del Parmigianino, databile al 1521-1522 circa e conservato nella Courtauld Gallery di Londra.

## Storia
L'opera è passata in illustri collezioni, come quella viennese del conte Moritz von Fries, quella di Sir Thomas Lawrence (nel 1830) e quella Cook di Richmond. Da quest'ultima venne venduta all'asta da Christie's il 25 novembre 1966, dove fu acquistata dal conte Seilern e destinata in seguito al Courtauld Institute.
L'attribuzione al giovane Parmigianino non è concorde. Hanno espresso pareri positivi Freedberg (1950), Ghidiglia Quintavalle (1963, 1968) e Di Giampaolo (1991), mentre furono contrari Berenson (1907), Venturi (1926), Fröhlich-Bum (1921), Copertini (1932, che parlò invece del Bertoia). I pareri più recenti però, con l'eccezione di Rossi (1980, che secondo Di Giampaolo pubblicò però una copia), tendono ad essere tutti positivi, soprattutto dal confronto con altre opere giovanili i cui estremi critici sono stati meglio chiariti in tempi recenti.

## Descrizione e stile
La scena ha come sfondo una galleria architettonica scorciata centralmente, lasciando però intravedere un brano di paesaggio a sinistra, secondo le usanze compositive del XVI secolo, che apprezzavano le asimmetrie. In primo piano si vede il Bambino disteso su un cuscino fatto di un gonfio drappo bianco, a fianco del vaporoso panneggio della Madonna che è ritratta di schiena, con la tesa di profilo. Al centro un angelo tocca il Bambino, che si gira per riguardarlo compiendo una dinamica torsione; si vedono poi il bue e l'asinello, che si sporgono oltre un incannucciato torcendo le teste in un profilo un po' calcato. A sinistra chiude la composizione san Giuseppe seduto con le ginocchia aperte, in una posa solenne che ricorda gli evangelisti di Correggio nei pennacchi della cupola di San Giovanni Evangelista.
Rimandano ad altri lavori del giovane pittore (quali l'Adorazione dei pastori) elementi quali la rovina architettonica, la tipologia di alcune figure, l'angelo ad ali spiegate, ecc. 